# Altar de la Patria (Venezuela)
El Altar de la Patria es un monumento conmemorativo que se está dentro del Paseo Campo de Carabobo después de una Plaza y el Arco de triunfo de Carabobo,se ubica en el Municipio Libertador al suroeste del Estado Carabobo al centro norte de Venezuela. Fue construido por disposición del gobierno del General Juan Vicente Gómez en el año 1931 para conmemorar el centenario de la muerte del Libertador y padre de la Patria de Venezuela Simón Bolívar quien murió en 1830.
Consiste en una serie de esculturas de militares venezolanos obras del escultor Antonio Rodríguez del Villar encabezados en la parte principal por un monumento al general Simón Bolívar quién comando a las tropas patriotas en la Batalla de Carabobo en 1821. Entre otros militares se honra además con esculturas a Santiago Mariño, José Antonio Páez, Manuel Cedeño y a Ambrosio Plaza.

## Te puede interesar
- Altar de la Patria (Argentina)
- Monumento nacional
- Historia de Venezuela